# Синъонсен
Синъонсен (яп. 新温泉町 Синъонсэн-тё:) — посёлок в Японии, находящийся в уезде Миката префектуры Хиого. Площадь посёлка составляет 241,00 км², население — 14 945 человек (1 августа 2014), плотность населения — 62,01 чел./км².

## Географическое положение
Посёлок расположен на острове Хонсю в префектуре Хиого региона Кинки. С ним граничат город Тоттори и посёлки Ками, Ивами, Вакаса.

## Население
Население посёлка составляет 14 945 человек (1 августа 2014), а плотность — 62,01 чел./км². Изменение численности населения с 1980 по 2005 годы:
| 1980 | 21 514 чел. |  |
| 1985 | 21 011 чел. |  |
| 1990 | 20 226 чел. |  |
| 1995 | 19 629 чел. |  |
| 2000 | 18 601 чел. |  |
| 2005 | 17 467 чел. |  |